# 苏丹创始联盟

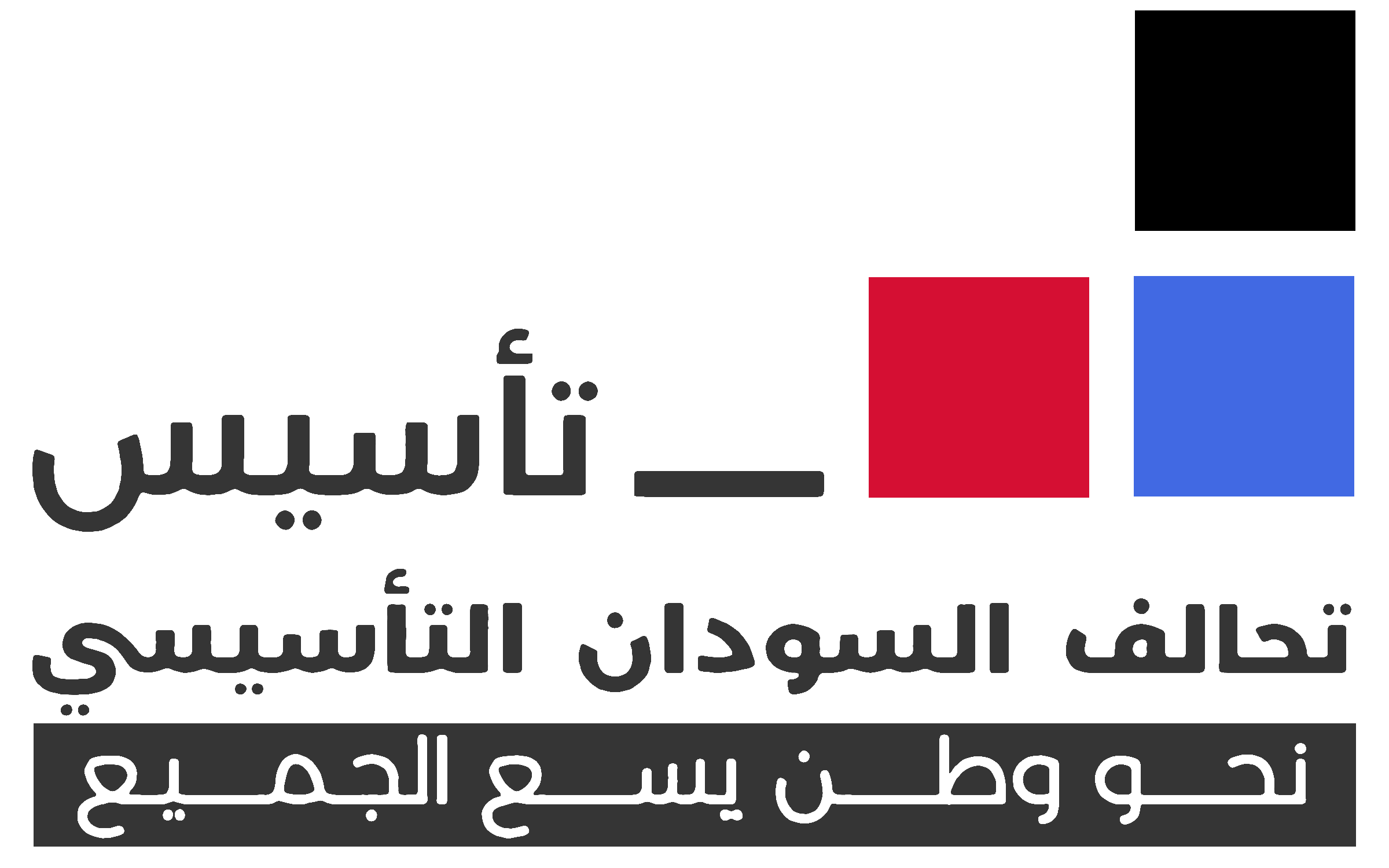
苏丹创始联盟标志

苏丹创始联盟，通称塔西斯（Tasis）或塔塞斯（Tasees），是一个由苏丹反政府政治派别和準軍事組織组成的联盟，于苏丹内战期间的2025年2月23日成立。领袖是哈迪·伊德里斯。

## 成员
该联盟包括23个政治和军事派别，其中包括：
- 快速支援部队
- 苏丹人民解放运动—北方
- 全国乌玛党（英语：National Umma Party）
- 苏丹革命阵线
- 民主统一党（英语：Democratic Unionist Party (Sudan)）